# 女神諾福克三鰭䲁
女神諾福克三鰭䲁（學名：Trinorfolkia cristata），為輻鰭魚綱䲁形目三鰭䲁科諾福克三鰭䲁屬的一個種，分布於南澳大利亞沿岸海域，為特有種，棲息深度0至15公尺，本魚體延長，體呈淡黃色至灰褐色，背部和側面通常有6條深色橫帶，頭部呈粉紅色或深色，眼睛下方有一對深色和淺色橫帶，第一背鰭呈淺白色至白色，第一背鰭棘呈棕色，帶有白色條紋，體長可達5.2公分，成魚棲息在沿海岩石底質潮間帶，雌魚產附著性卵在藻類築的巢，雄魚會守護卵，幼魚為浮游性，生活習性不明。